# Sergiu Dan
Sergiu Dan (născut ca  Isidor Rotman ori Rottman, n. 29 decembrie 1903, Piatra-Neamț, Neamț, România – d. 13 martie 1976, București, România) a fost un scriitor, poet, traducător și jurnalist român de origine evreiască.

## Activitate
A făcut primii pași în jurnalismul cultural în 1926, când a colaborat cu ziarul Cugetul românesc. Poeziile sale timpurii au fost publicate în revistele culturale Chemarea și Flacăra. Primul său roman, Iudita și Olofern a fost publicat în 1927.
A colaborat la revista avangardistă Contimporanul, în varii calități artistice, fiind astfel un membru „asociat” al Avangărzii artistice româneaști.
În timpul celui de-al Doilea Război Mondial a fost deportat în Transnistria. După ce a revenit acasă, a scris despre această experiență în romanul său Unde începe noaptea.
A colaborat cu Securitatea comunistă sub numele de cod "Ștefan Dragomirescu" (comunicare CNSAS nr. P 2336/01 din 7.11.2016).

## Scrieri
- Iudita și Olofern (1927)
- Dragoste și moarte în provincie (1931)
- Arsenic, București, 1934
- Surorile Veniamin, București, 1935 (ed. revăzută, 1973)
- Unde începe noaptea (Editura Naționala Mecu, 1945)
- Viața minunată a lui Anton Pann, cu Romulus Dianu, ‎Marian Barbu (Editura Cultura Națională, 1929)

## Traduceri
- Anatole France - Crima lui Sylvestre Bonnard, Biblioteca pentru toți, nr.17, ESPLA, 1960